# Andreas Kanborg
Andreas Daniel Kanborg, född 30 augusti 1983 i Ämnäs, är en åländsk politiker och lagtingsledamot för högerpartiet Obunden Samling på Åland. Kanborg valdes in i Ålands lagting under valet som hölls på Åland i oktober 2023. Han intog sin plats vid lagtingets högtidliga öppning den 1 november 2023.

## Politisk karriär
Valet 2023 var första gången som Kanborg kandiderade i lagtingsvalet. I valet 2019 kandiderade han för Åländsk Center i kommunalvalet och blev då invald som ledamot i kommunfullmäktige i Finström. Kanborg var ordförande för Norra Ålands Utbildningsdistrikts förbundsstyrelse 2020-2022. Han var även varit ersättare i samhällsnämnden perioden 2015-2015 samt i polisstyrelsen under samma period. 2022 lämnade Kanborg partiet Åländsk Center och övergick till Obunden Samling. I valet 2023 kandiderade han dock enbart i lagtingsvalet och då för sitt nya parti.
I Ålands lagting har han roller som ordinarie ledamot i Finans- och näringsutskottet och ersättare i Självstyrelsepolitiska nämnden.